# Висотна струменева течія

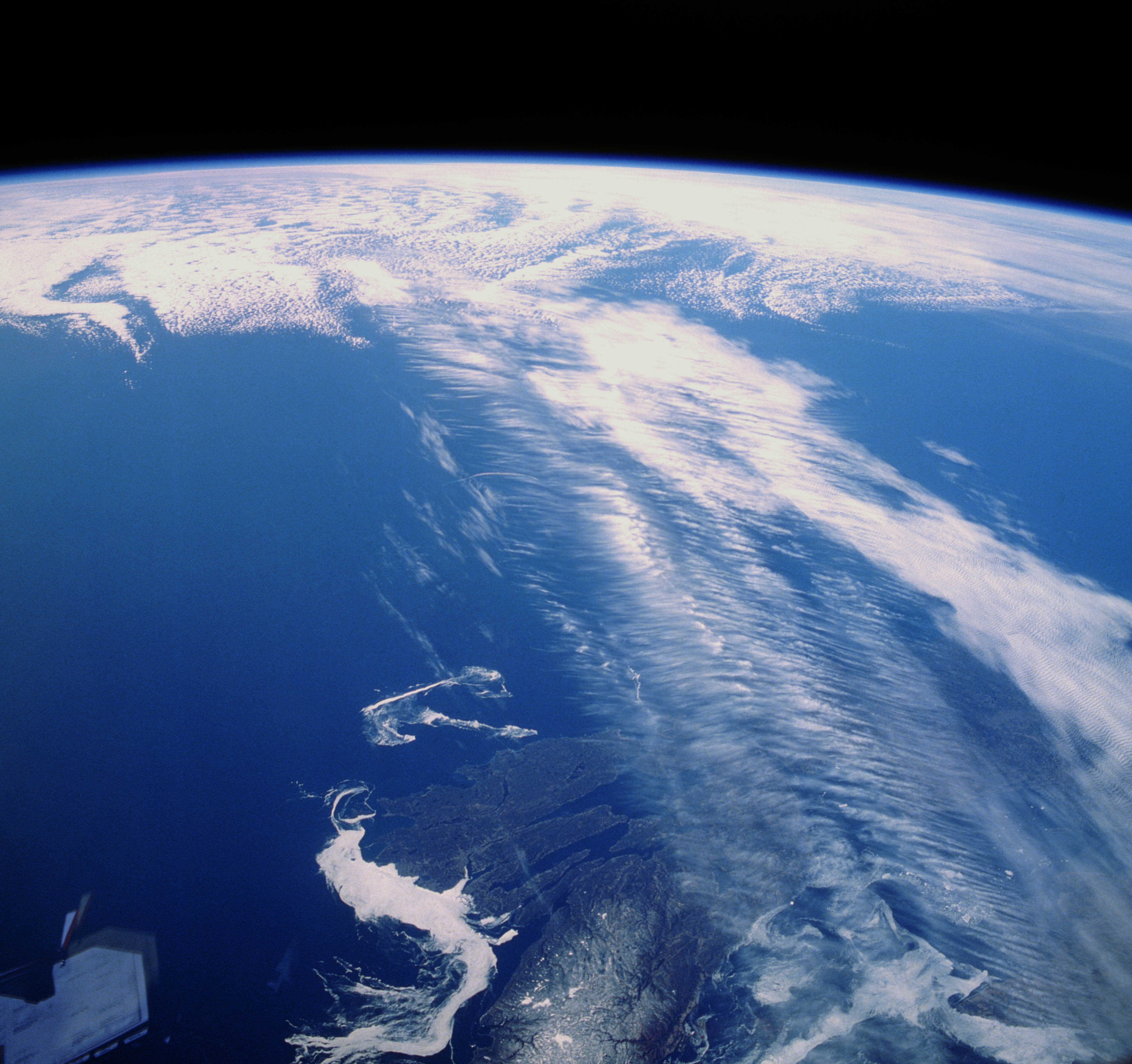
Хмари уздовж висотної струмової течії над Канадою

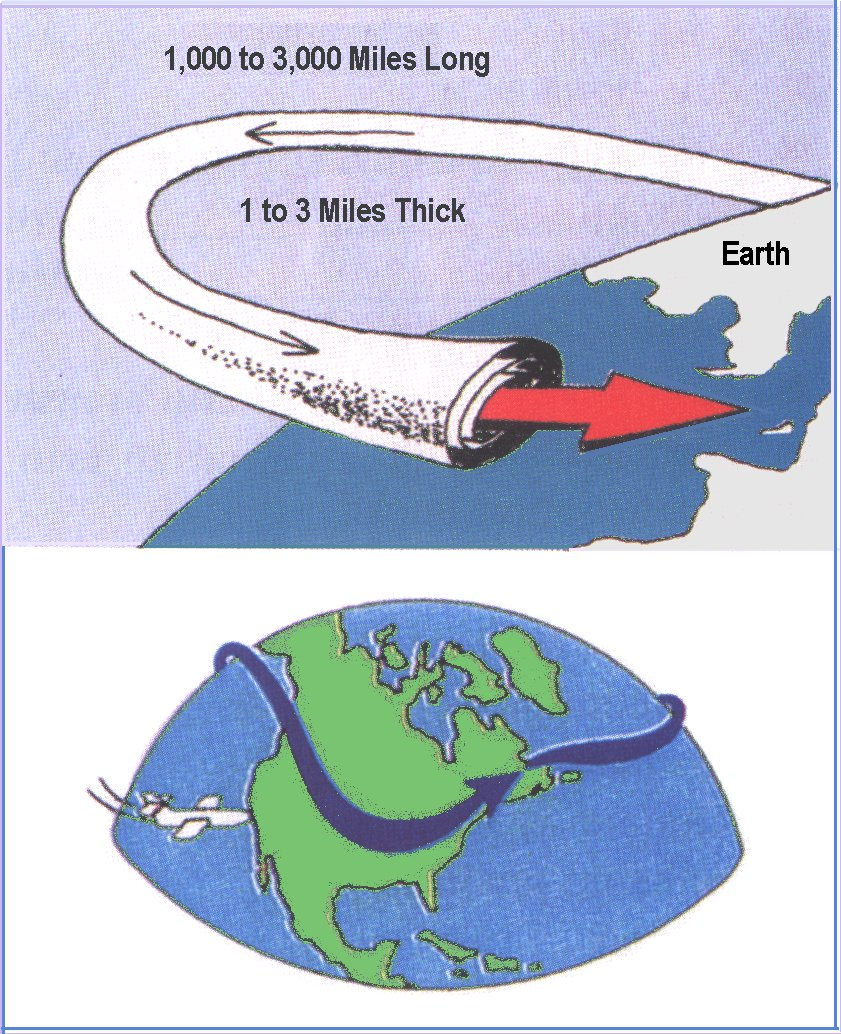
Висотна струмова течія рухається із заходу на схід у верхніх шарах тропосфери

Висотні струмові течії — швидкі та вузькі повітряні течії в атмосфері деяких планет, у тому числі Землі. Найбільші висотні струмові течії розташовані біля тропопаузи, перехідного шару між тропосферою (зоною зниження температури з висотою) і стратосферою (зоною збільшення температури з висотою). Найбільшими (але не єдиними) висотними струмовими течіями на Землі є західні (тобто із вітрами із заходу на схід) струмові течії, одна розташована в районі полярного фронту на висоті 7-12 км та інша, дещо менша, в районі субтропічного хребта на висоті 10-16 км. Подібні течії існують як у Південній, так і у Північній півкулях. Кожна з цих течій може рухатися як єдина течія, або розпадатися на кілька окремих потоків, всі вони слідують дуже звивистому та мінливому курсу.
Висотні струмові течії є невід'ємною складовою циркуляції атмосфери та викликаються такими чинниками як обертання планети навколо власної осі на нагрівання атмосфери сонячною радіацією (або внутрішніми джерелами тепла на інших планетах). В результаті сили Коріоліса повітря також обертається навколо осі планети із різними швидкостями на різних широтах, і хоча через тертя цей ефект відносно невеликий біля поверхні, він значно сильніший на великих висотах. В результаті нестабільності, що виникає внаслідок значного термального вітру — градієнту швидкості вітру — повітряний потік стає неоднорідним та утворює окремі швидкі течії у повільнішому навколишньому повітрі. Висотні струмові течії формуються біля атмосферних фронтів, що розмежовують повітряні маси із значними різницями у властивостях, зокрема на межі між полярною коміркою та коміркою Феррела та між коміркою Феррела і коміркою Гадлі.
Оскільки висотні струмові течії пов'язані з утворенням позатропічних циклонів, вони широко використовуються у метеорології для прогнозування погоди. Через значну швидкість, що може збільшувати або знижувати швидкість літаків, висотні струмові течії також мають велике значення для авіаперевезення. Проте, райони висотних струмових течій є небезпечними для літаків через значний градієнт вітру, що відчувається як «зона турбулентності».